# كليوباترا ماثيس
كليوباترا ماثيس (بالإنجليزية: Cleopatra Mathis)‏ (1947)؛ كاتِبة وشاعرة أمريكية. درست في جامعة كولومبيا.